# Julie e os Fantasmas
Julie e os Fantasmas é uma série de televisão brasileira produzida pela Mixer em parceria com a Rede Bandeirantes e a Nickelodeon Brasil. Foi exibida originalmente pela Bandeirantes entre 17 de outubro de 2011 e 4 de maio de 2012 e pela Nickelodeon entre 20 de outubro de 2011 e 29 de abril de 2012, com uma temporada dividida em duas fases distintas: a primeira, exibida em 2011, e a segunda, no ano seguinte. Criada por Fabio Danesi, Paula Knudsen e Tiago Mello, e escrita por Fabio Danesi, a série foi dirigida por Luís Pinheiro, Luíza Campos e Julia Jordão, com direção geral de Luca Paiva Mello e Michel Tikhomiroff. A produção ficou a cargo de Tiago Mello, Juliana Capelini e João Daniel Tikhomiroff.
A atriz Mariana Lessa interpreta a personagem principal, Julie, numa história que narra os acontecimentos de sua vida a partir do momento em que ela conhece três fantasmas: Daniel, Félix e Martim - desempenhados por Bruno Sigrist, Fabio Rabello e Marcelo Ferrari, respectivamente. A partir daí, ela forma uma banda com eles e passa a se apresentar regularmente em sua cidade. Michel Joelsas, Milena Martines, Samya Pascotto, e Vinícius Mazzola dão vida aos demais personagens da trama. Dentre outros temas, a série aborda a música e a paixão adolescente.
O tema de abertura da série é "Julie", interpretado por Lu Andrade, vocalista do grupo Rouge. Tal canção foi incluída em um CD lançado em 30 de abril de 2012 pela Midas Music, gravadora pertencente à Rick Bonadio, que, por sua vez, foi o responsável pela produção musical da trama. Durante sua exibição no Brasil pela Band, a produção obteve uma audiência em torno dos 3 pontos de média, um índice considerado bom para os padrões da rede, e foi bem recebida pela crítica. De tal forma, recebeu um Troféu APCA na categoria "Melhor Programa Infanto-Juvenil" e foi indicada ao Kids' Choice Awards, à sua edição argentina, aos Meus Prêmios Nick e ainda ao Kids Emmy Awards. Além de exibida no seu país de origem, a obra foi exibida em toda a América Latina através das filiais da Nickelodeon, e na Itália pelo canal Super!.
Em abril de 2019, foram anunciados planos para a produção de uma versão americana pela Netflix intitulada Julie and the Phantoms, na qual teve seu lançamento dia 10 de setembro de 2020. Em dezembro de 2021, ela foi cancelada após uma temporada.

## Antecedentes
O setor de teledramaturgia da Rede Bandeirantes estreou em 1967, mesmo ano de seu lançamento, com a telenovela Os Miseráveis, adaptação de Walther Negrão do romance homônimo escrito por Victor Hugo. No mesmo ano, a cadeia pôs no ar sua primeira série de televisão, Além, Muito Além do Além, de José Mojica Marins e Rubens Francisco Lucchetti. Depois, outros programas neste formato foram exibidos, tais quais Dona Santa e Capitães da Areia. Depois desta última, a Bandeirantes ainda exibiu a segunda temporada de Confissões de Adolescente e mais outras quatro séries, até 2000. Em 2004, produziu em parceria com o canal japonês NHK Haru e Natsu: As cartas que não chegaram, que foi exibida no Japão em 2005 e no Brasil em 2008. Dois anos depois, transmitiu a produção da Film Planet em parceria com a Satelite Audio e Aretha patrocinada pela empresa alimentícia Nestlé Tô Frito,  exibida também pela MTV Brasil e pelo portal Terra. A audiência da série terceirizada foi positiva, portanto, a emissora exibiu a produção original Os Anjos do Sexo.

## Produção
| “                                                                 | Séries para essa fatia do mercado estão proliferando no mundo. É um público que precisa ser mais procurado aqui no Brasil. | ” |
| — Hélio Vargas, diretor artístico da Band, sobre o público jovem. | |   |

Em 2010, a Band anunciou que produziria uma série infanto-juvenil em parceria com a produtora Mixer e a Nickelodeon Brasil, da qual já comprava desenhos e seriados norte-americanos. Por total, foram gastos R$ 5 milhões no projeto, além de recursos liberados pela Agência Nacional do Cinema e R$ 2 milhões recebidos do Fundo Setorial do Audiovisual. As gravações da primeira temporada de Julie e os Fantasmas iniciaram-se em 11 de agosto de 2011 e foram finalizadas em 12 de fevereiro de 2012. Além da cidade de São Paulo, a atração também foi filmada nos municípios de Campinas e Paulínia. A escolha do elenco foi realizada pela Mixer e pela direção artística da Bandeirantes.

## Enredo
"Ela se apaixona pelo Nicolas, mas se sente como se fosse invisível para ele. Então, faz de tudo para chamar a atenção dele. Boa parte do que ela está passando agora eu já passei na vida".

—Mariana Lessa, para o jornal carioca O Globo.
Julie (Mariana Lessa) é uma garota de 15 anos autêntica e insegura que adora cantar, mas não tem coragem de apresentar-se em público. Tudo vira de ponta-cabeça quando seus pais, Raul (Will Prado) e Eloísa (Camila Raffanti), decidem se mudar para uma casa nova e ela encontra um velho disco abandonado em um canto. Ao colocá-lo para tocar, Julie acaba libertando três fantasmas que estavam presos dentro do vinil, Daniel (Bruno Sigrist), Félix (Fábio Rabello) e Martim (Marcelo Ferrari), integrantes de uma esquecida banda da década de 1980, Apolo 81, mortos há mais de 30 anos em um misterioso acidente.
Os fantasmas querem ser vistos e Julie quer ser ouvida. Assim, formam uma banda muito especial: Os Insólitos. Juntos, eles gravam suas músicas e postam seus vídeos musicais na internet. E, entre uma canção e outra, os fantasmas vão ajudar - e às vezes atrapalhar - Julie a enfrentar os "fantasmas" da adolescência: o primeiro namorado, o medo de não ser aceita pelo grupo, as incertezas em relação ao futuro. Ela é apaixonada por Nicolas (Michel Joelsas), rapaz que nunca olhou para ela até então e que namora Thalita (Milena Martines), patricinha que tenta de tudo para atrapalhar os planos da garota ao perceber que ela está se tornando popular e despertando o interesse de seu namorado. Sua sorte é que ela pode contar com Bia (Samya Pascotto), sua melhor amiga inteligente e atrapalhada, e seu irmão Pedrinho (Vinícius Mazzola), que tenta facilitar a vida de todos ao seu redor com suas invenções, além amigos JP (Gabriel Falcão) Thomaz (Pedro Lucas Cruz),  Valtinho (Pedro Inoue) e Shizuko (Jéssica Nakamura), e o melhor amigo e comparsa de doidices de seu irmão, Patrick (Netuno Trindade).
Julie convive em uma galeria de rock pertencente à Klaus (Carlos Morelli). Na história existe uma polícia que cuida dos assuntos dos fantasmas, chamada Polícia Espectral, que é comandada por Demétrius (Eduardo Guimarães). Além dos personagens principais, houve participações especiais na história, como Prof. Marta Souza (Penélope Nova), Josias (Kiko Zambianchi), Loira do Banheiro (Juliane Elting), Manu Gavassi como Débora, Roger Moreira como Chris Garcia e NXZero como eles mesmos, além da aparição do ator venezuelano Reinaldo "Peche" Zavarce.

## Exibição
Depois de diversas alterações de horário e data, Julie e os Fantasmas estreou em 17 de outubro de 2011 no horário das 20h25 da Rede Bandeirantes. Exibida somente às segundas, ela estreou três dias depois pelo canal a cabo Nickelodeon, onde era transmitida às quintas-feiras às 19h30. Após 10 episódios exibidos, a série entrou em um recesso, durante o qual foi reprisada, retornando somente em 18 de março de 2012 através do supracitado canal a cabo, quando foram exibidos mais 16 episódios. Na Band, os novos episódios chegaram em 11 de abril. Seu desfecho foi mostrado em 29 de abril na emissora paga e em 4 de maio na aberta. A série continuou a ser reexibida pela Nick, até que foi substituída por Brilhante F.C.. Também fez parte do bloco Nick@Nite. Em 2011, antes mesmo da estreia, a rede de televisão paulistana fechou um contrato com o serviço Netflix para a inclusão de conteúdos produzidos por ela na empresa. De tal forma, Julie e os Fantasmas foi uma das séries disponibilizadas pelo canal.
Antes da estreia, a produtora Mixer fechou uma parceria com a empresa canadense MipCom para a distribuição internacional do programa. Tal contrato resultou em uma venda para a emissora italiana Super!, na qual foi transmitida pelo nome Julie - II segreto della musica entre setembro de 2012 e março de 2013. Além disso, a Nickelodeon ainda transmitiu a série em suas filiais pelo mundo. A Viacom International Media Networks The Americas (VIMN The Americas) a colocou no ar em toda a América Latina (exceto o Brasil) pela Nickelodeon América Latina, sendo exibida sob o título Julie y los fantasmas. A TV Brasil também passou a transmitir a série, iniciando em 20 de outubro de 2014.

## Elenco
| Ator/Atriz       | Personagem                    |
| ---------------- | ----------------------------- |
| Mariana Lessa    | Juliana Spinelli (Julie)      |
| Bruno Sigrist    | Daniel                        |
| Marcelo Ferrari  | Martim                        |
| Fabio Rabello    | Félix                         |
| Michel Joelsas   | Nicolas Albuquerque           |
| Milena Martines  | Thalita Bittencourt de Toledo |
| Samya Pascotto   | Beatriz Passos (Bia)          |
| Vinícius Mazzola | Pedro Spinelli (Pedrinho)     |
| Will Prado       | Raul Spinelli                 |
| Camila Raffanti  | Eloísa Spinelli               |
| Gabriel Falcão   | João Paulo Guimarães (JP)     |
| Pedro Lucas Cruz | Thomaz Mota                   |
| Pedro Inoue      | Valter Gama (Valtinho)        |
| Jéssica Nakamura | Shizuko Yamada                |
| Netuno Trindade  | Patrick                       |

### Participações especiais
| Ator/Atriz               | Personagem            |
| ------------------------ | --------------------- |
| Bruno Gissoni            | Caco                  |
| Manu Gavassi             | Débora                |
| Gabi Lopes               | Roberta               |
| Penélope Nova            | Profª. Marta          |
| Kiko Pissolato           | Segurança do festival |
| Kiko Zambianchi          | Josias                |
| Fany Georguleas          | Flávia                |
| NXZero                   | Eles mesmos           |
| Roger Moreira            | Chris Garcia          |
| Caíque Nogueira          | Fred Sem-Cabeça       |
| Juliane Elting           | Loira do Banheiro     |
| Carlos Morelli           | Klaus                 |
| Eduardo Guimarães        | Capitão Demétrius     |
| Lino Camilo              | Albano                |
| Vera Kowalska            | Profª. Verusca        |
| Antonella Lorenzetti     | Valeria               |
| Camila Possolo           | Lilica                |
| Larissa Biondo           | Vanessa               |
| Reinaldo "Peche" Zavarce | Ele mesmo             |

## Música
O tema de abertura do seriado é "Julie", interpretado por Lu Andrade, integrante do grupo  Rouge. No enredo, os personagens Julie, Daniel, Félix e Martim, formam uma banda, que apresenta diversas canções ao longo da história. Tais músicas foram incluídas em uma trilha sonora lançada pela Midas Music em 30 de abril de 2012. A produção da trilha ficou a cargo de Rick Bonadio, que também é proprietário da gravadora. No alinhamento, além da abertura, estão as canções "Invisível", composição de Manu Gavassi e Bonadio, "Meu Louco Mundo" e "Você Não Sabe".
| Lista de faixas |                              |                                                |         |  |
| N.º             | Título                       | Música                                         | Duração |  |
| 1.              | "Julie"                      | Lu Andrade                                     | 2:38    |  |
| 2.              | "O Que o Mundo Escolheu"     | Mariana Lessa e Bruno Sigrist                  | 3:38    |  |
| 3.              | "Ponto Final"                | Mariana Lessa                                  | 2:54    |  |
| 4.              | "Eu Sou o Que Sou"           | Julie e os Fantasmas                           | 2:56    |  |
| 5.              | "Bye Bye Julie"              | Bruno Sigrist, Marcelo Ferrari e Fábio Rabello | 3:10    |  |
| 6.              | "Reação Química"             | Mariana Lessa                                  | 3:00    |  |
| 7.              | "Você Não Sabe"              | Mariana Lessa                                  | 3:13    |  |
| 8.              | "Meu Louco Mundo"            | Mariana Lessa e Bruno Sigrist                  | 3:16    |  |
| 9.              | "Está nas Minhas Veias"      | Julie e os Fantasmas                           | 3:03    |  |
| 10.             | "Um Novo Dia" (part. NXZero) | Mariana Lessa                                  | 2:49    |  |
| 11.             | "Deixa a Música te Levar"    | Julie e os Fantasmas                           | 2:35    |  |
| 12.             | "Todo Mundo Quer Ser Eu"     | Milena Martines                                | 3:07    |  |
| 13.             | "Para Sempre Nós"            | Julie e os Fantasmas                           | 3:15    |  |
| 14.             | "Invisível"                  | Julie e os Fantasmas                           | 2:56    |  |
| Duração total:  | Duração total:               | Duração total:                                 | 40:43   |  |

## Lançamento e repercussão

### Audiência
"A Band, portanto, espera uma audiência de 2 a 3 pontos de média com crescimento a cada semana".

—O Estado de S. Paulo.
Antes da estreia, Keila Jimenez do periódico Folha de S.Paulo comentou a concorrência que a obra produzida pela Mixer iria enfrentar: "[...] três emissoras vão travar uma acirrada disputa na faixa nobre, das 20h30. Tanto SBT como Band preparam estreias voltadas para esse target. A versão nacional da novela mexicana Carrossel começa a ser gravada neste ano e estreia no início de 2012, no SBT, na faixa das 20h30. O mesmo horário é alvo de Julie e os Fantasmas, produção da Mixer que estreia neste ano na Band. As duas novidades vão enfrentar na faixa Rebelde, da Record, que tem tudo para ser esticada por mais uma temporada. Haja novelinha teen". Em seu primeiro dia, a série juvenil obteve uma média de 2.5 pontos na Grande São Paulo, de acordo com o Instituto Brasileiro de Opinião Pública e Estatística (IBOPE), um índice considerado regular. Contudo, ao decorrer da exibição dos episódios, a série melhorou seus índices, chegando a conquistar uma média de 3 pontos.

### Avaliação em retrospecto
Marcelo Carneiro da Cunha, do jornal Zero Hora, foi positivo quanto à série: "O Brasil deve a sua linguagem televisiva aos 60 anos que passamos fazendo novelas, que tiveram seus muitos anos de glória e hoje viraram fotonovelas, pra sorte de todo mundo. Precisamos agora migrar desse modelo para a nova TV, e ainda damos os passos iniciais, acho. Um deles, e que me agrada muito, se chama Julie e os Fantasmas, já viram? Uma adorável menina vê fantasmas das bandas dos anos 1980 em velhos discos de vinil. Ideia bacana, frescor nas atuações, simplicidade nas cenas e estruturas, coisas que fazem bem aos olhos e ouvidos desse que vos escreve". Ele ainda disse que a obra televisiva se tornou sua "série brasileira preferida". A jornalista Vanessa Bárbara da Folha de S.Paulo a avaliou após a estreia, dizendo que "o episódio piloto é interessante e simpático. Há personagens como o fantasma-baterista Félix, neurótico e hipocondríaco mesmo depois de morto, e o baixista Martim, que 'se sente bem como fantasma, mas se sentiria bem como qualquer outra coisa'". Entretanto, ela criticou as interpretações musicais, opinando que "se a série pretende imitar o estilo de Glee, o que estraga é justamente a parte musical, que deveria ser menos enlatada para o consumo e mais autêntica e autoral".

## Prêmios e indicações
Em 2011, Julie e os Fantasmas venceu na categoria de "melhor programa infantojuvenil" no Troféu APCA, realizado pela Associação Paulista de Críticos de Arte. Na cerimônia Kids' Choice Awards de 2012, o programa foi indicado em "Artista brasileiro favorito", ao lado de Restart, NXZero e Manu Gavassi. Os vencedores foram Restart. Na versão argentina da premiação, a série foi indicada em "Programa de TV favorito", mas perdeu o troféu para Grachi. Na edição brasileira, intitulada Meus Prêmios Nick, a obra foi indicada em três categorias: "Programa de TV favorito", "Atriz Favorita" e "Cantora Favorita", a primeira pela série e as outras duas pelo desempenho de Mariana Lessa. Nesta entrega de troféus, não obteve nenhuma conquista. Por fim, a história foi indicada ao Kids Emmy Awards na categoria "Série Juvenil", mas também saiu de mãos vazias.
| Ano  | Prêmio                        | Categoria                       | Candidato            | Resultado |
| ---- | ----------------------------- | ------------------------------- | -------------------- | --------- |
| 2011 | Troféu APCA                   | Melhor Programa Infanto-Juvenil | Julie e os Fantasmas | Venceu    |
| 2012 | Kids' Choice Awards           | Artista Brasileiro Favorito     | Julie e os Fantasmas | Indicado  |
| 2012 | Meus Prêmios Nick             | Programa de TV Favorito         | Julie e os Fantasmas | Indicado  |
| 2012 | Meus Prêmios Nick             | Atriz Favorita                  | Mariana Lessa        | Indicado  |
| 2012 | Meus Prêmios Nick             | Cantora Favorita                | Mariana Lessa        | Indicado  |
| 2012 | Kids' Choice Awards Argentina | Programa de TV Favorito         | Julie e os Fantasmas | Indicado  |
| 2012 | Emmy Kids Awards              | Série Juvenil                   | Julie e os Fantasmas | Indicado  |